# Иртышский (Омская область)
Иртышский — посёлок в Омском районе Омской области России. Административный центр Иртышского сельского поселения.

## География
Населённый пункт находится на юге центральной части Омской области, в лесостепной зоне, в пределах Барабинской низменности, к востоку от реки Иртыш, на расстоянии примерно 20 километров (по прямой) к югу от посёлка Ростовка, административного центра района. Абсолютная высота — 83 метра над уровнем моря.

### Часовой пояс
Посёлок Иртышский, как и вся Омская область, находится в часовой зоне МСК+3. Смещение применяемого времени относительно UTC составляет +6:00.

## Население
| 2002 | 2006  | 2010  | 2021  |
| ---- | ----- | ----- | ----- |
| 3324 | ↘3314 | ↗3527 | ↗3537 |

Гендерный состав
По данным Всероссийской переписи населения 2010 года в гендерной структуре населения мужчины составляли 46,9 %, женщины — соответственно 53,1 %.
Национальный состав
Согласно результатам переписи 2002 года, в национальной структуре населения русские составляли 87 % из 3324 чел.

## Улицы
Уличная сеть посёлка состоит из 28 улиц и 2 переулков.